# Цукахара, Нисидзо
Нисидзо Цукахара (яп. 塚原 二四三 Цукахара Нисидзо, 3 апреля 1887, Фукуи — 10 января 1966, Футю) — адмирал Императорского флота Японии.

## Биография
Родился в 1887 году в префектуре Фукуи, но вырос в Кофу префектуры Яманаси. После окончания в 1908 году Кайгун хэйгакко служил мичманом на крейсерах «Соя» и «Ивате» и броненосце «Генерал-адмирал Апраксин», после производства в энсины — на броненосце «Сикисима» и эсминце «Юдати».
В 1914 году был произведён в лейтенанты, служил на «Умикадзэ», в 1916 году стал главным штурманом на крейсере «Могами», потом на крейсере «Читосэ», ремонтном судне «Канто», крейсере «Ибуки».
В 1920 году окончил Кайгун дайгакко и был произведён в лейтенант-коммандеры. Занимал штабные посты в Йокосукском морском районе, в 1925—1926 годах был послан в США и Европу, по возвращении служил на авианосце «Хосё». 29 ноября 1929 года был произведён в кэптены и получил под командование крейсер «Ои». В 1931—1932 годах был частью японской делегации на Женевской конференции по морскому разоружению. 20 октября 1933 года стал капитаном авианосца «Акаги».
15 ноября 1935 года Нисидзо Цукахара был произведён в контр-адмиралы, 15 ноября 1939 года — в вице-адмиралы. В апреле 1940 года стал командующим Оборонительного района Тинкай, с 10 сентября 1941 года по 1 октября 1942 года был главнокомандующим 11-м воздушным флотом, который, базируясь на Тайване, участвовал во вторжении на Филиппины, а позднее поддерживал японское наступление в юго-западной части Тихого океана. 8 августа 1942 года, после высадки Союзников на Гуадалканале, Нисидзо Цукахара перебазировался в Рабаул, и принял командование всеми воздушными и морскими силами в районе Соломоновых островов и Новой Гвинеи. Позднее он заболел, и был заменён Дзинъити Кусакой.
После выздоровления Нисиздо Цукахара с 1 декабря 1942 года по 15 сентября 1944 года возглавлял Командование морской авиации. Затем, до 1 мая 1945 года, был командующим Йокосукского морского района. 15 мая 1945 года был произведён в адмиралы.